# قصبة تاوريرت

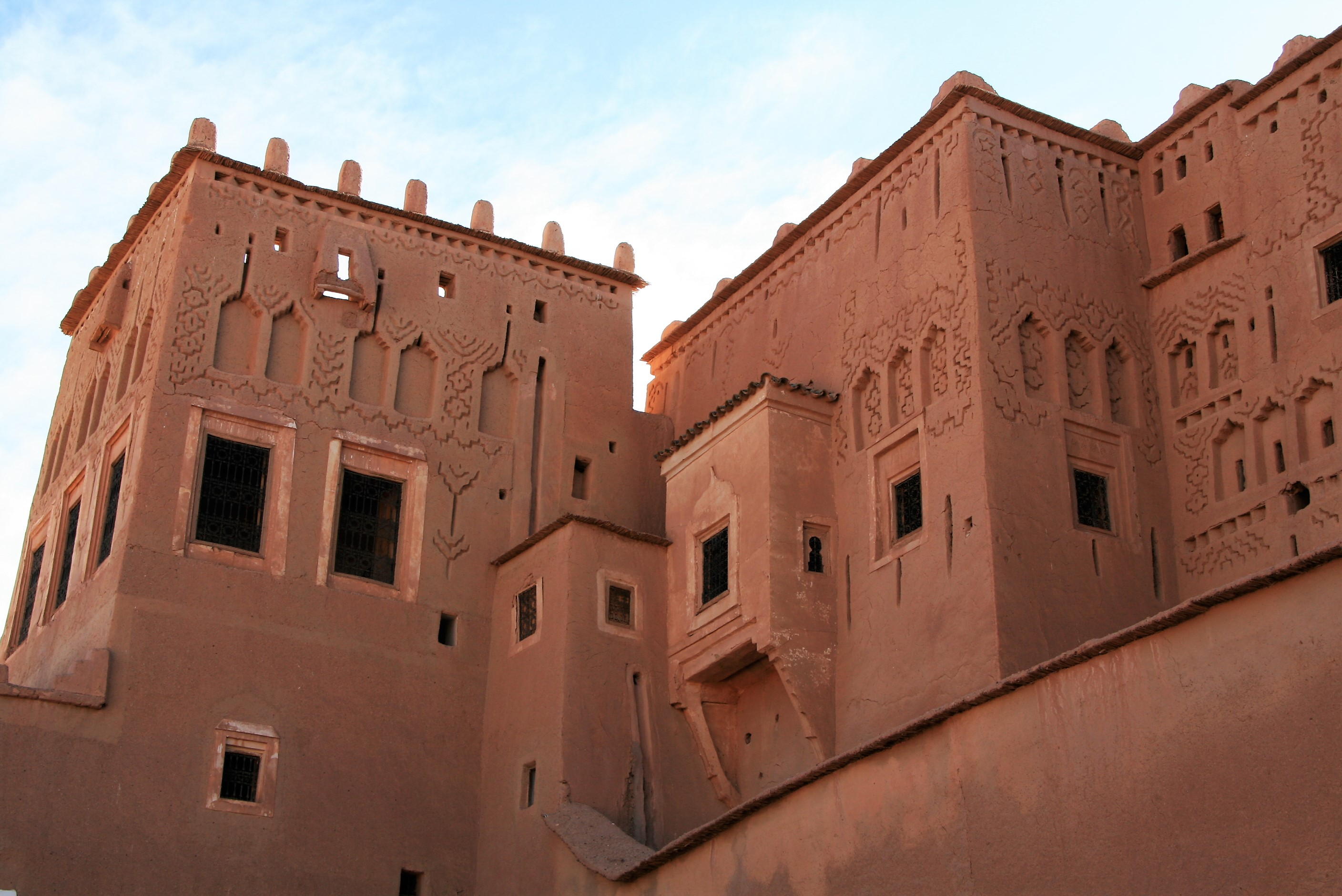
سَطح الأُفق لقصبة تاوريرت

قصبة تاوريرت هو مبنى تاريخي بورزازات، يرجع بنائها إلى القرن 17 الميلادي. تعتبر القصبة من بين المآثر الوطنية بالمغرب، ووظيفتها حاليا وظيفة سياحية ثقافية على الخصوص، كما تقام فيها حفلات وعروض وندوات، ومن خلال موقعها الاستراتيجي المطل على الوادي كانت وظيفتها عسكرية وتجارية،

## تاريخ
حسب الرواية الشعبية، تأسست قصبة تاوريرت سنة 1171 هـ / 1754م من طرف أمغار حماد وهو واحد من أهم أثرياء المنطقة آنذاك، وبعد وفاته ترك زوجته التي ظلت مقيمة بها إلى أن التحقت به. وكانت عبارة عن قصر (بمعنى دوار) «تغليت» أو «إغرم نتسيارت» والذي يوجد في موضع بضفة واد ورزازات الذي كان من روافد وادي درعة. وتم تغيير موقع القصر، تخوفا من الفيضانات المفاجئة، فعندما حل أولياء سيدي يحيى: الناجم، وادمحمد، ويحيى ضيوفا عند سكان القصر، وكانت معرفتهم بأحوال الوادي كبيرة لقدومهم من درعة (زاكورة) وبالضبط من «الدويرات». نصحوا أعيان «تغليت» بمغادرة ضفة الوادي إلى قمة التل (تاوريرت بالأمازيغية) الذي يشرف على القصر. وأخد كل من «آيت بوخروش» و «آيت باحدو» و «الصنهاجي» و «آيت باصالح» و «آيت لشكر» (أسرة يهودية)، تلك الصيحة محمل الجد. حيث كان إيمان واعتقاد أهل المنطقة بكرامات الأولياء وخوارقهم كبيرا جدا.

### فترة آل الكلاوي
استولى عليها محمد أبيبط المزواري خلال حروبه ما بين 1292 هـ/ 1874م و1297 هـ/ 1880م على ضرب قبائل آيت زينب، وتيفولتت، وآيت بن حدو، وعند وصوله إلى عمق ورزازات، استولى على قصبة تاوريرت سنة 1294 هـ/ 1877م بعد أن فر منها الشيخ محمد بن عبد الله. فتمكن محمد أبيبط المزواري، بعد سيطرته على قصبة تاوريرت، من فرض مراقبته على الحركة التجارية الدؤوبة بين واحات درعة وأسواق ورزازات وبين هذه الأخيرة وبلاد دادس، سكورة وتودغة. وفي فترة حكم إبنيه التهامي الكلاوي والمدني الكلاوي كانت قصبة تاوريرت عبارة عن ملتقى للقوافل القادمة من الشمال نحو الجنوب، أمر التهامي الكلاوي محمد بن الجيلالي بإعادة ترميم بعض أجزائها التي أصابها التلف سنة 1344هـ الموافق لـ1928.
بعد تعيين المدني الكلاوي خليفة للسلطان الحسن الأول على المناطق الجنوبية، حتى توفي السلطان أواخر سنة 1311 ه/ 1894 م، فانتفضت القبائل وثارت ضد قوادها، وعمت «السيبة» جل المناطق المحسوبة على آل الكَلاوي، وقامت قبائل آيت ووازكيت بحصار حمادي المزواري بقصبة توريرت لمدة سبعة أشهر. فتوجه الكلاوي بقوته جنوبا لفك الحصار عن أخيه.
حين استثب الأمر لحمادي الكلاوي قام بتوسيعها، حيث قام بجلب البنائين من «ايت بويحيى» و «امغران» و «دادس»، والتراب من المنطقة التي تسمى «حي واد الدهب» اليوم، والأخشاب من «واحة فينت» ; و «واحة إغلس» و «واحة تكنزالت» و «واحة تمايوست» ومن الأراضي الفلاحية التي قام بمصادرتها من الأهالي.
وكان العمل جماعي وإلزامي «الكلفة»، حيث يتم استغلال أفراد الدواوير التابعة لدائرة نفوذه بالتناوب، باستثناء الفقهاء، وحفظة القرآن، والأرامل والإكرامن (الأشراف). واشتهرت الأسرة الكلاوية بالتسلط والبطش بمن لا ينفد الأوامر، وتجلى ذلك البطش في «برج أيت أكضيف» حيث بناه بعض الأفراد كعقوبة بالترهيب والتعذيب بعد رفضهم لبعض أوامر حمادي الكلاوي. فتوسعت القضية من مجرد مأوى للكلاوي وحاشيته إلى مقر للسلطة الجهوية، حيث أعطيت لها الأهمية باستعمال مواد التزيين والزخرفة من الخشب المنقوش على سقف بعض الغرف: كغرفة الأكل وقبة «للاسيدي» حيث غرفة زوجة الكلاوي الأولى.

## العمارة
للقصبة بابان رئيسيان هما: باب شمالي، هو «إمي ننرارن» (باب البيادر) وهو اليوم المدخل الرئيسي من جهة المدرجات، ويؤدي إلى «أرحبي نكلد» (ساحة الملك) التي تقام فيها حفلات أحواش، ويوجد في أحد أركان هذه الساحة مدفع من صنع ألماني يعود تاريخه إلى 1884م، وهو هدية من الحسن الأول للمدني الكلاوي، كما يوجد بالداخل «ارحبي نكنسو» (ساحة الداخل) خاص بالحريم والخدم. وباب جنوب شرقي، هو «إمي ننضاف» أي باب الحراس، وبعد الترميم يعلوه برج مرتفع نسبيا، وهو خاص بالعامة (المدخل من جهة دوار سيدي داود).
ورغم أن جزءا كبيرا منها قد تم ترميمه، ويتعلق الأمر بمكان إقامة التهامي الكلاوي وزوجاته والحمام وقاعة الضيوف وقاعة الاستراحة التي كان يطل منها على الساحة الكبيرة ويراقب القادم والمغادر، فإن الجزء الغربي والذي كان يضم المطبخ ومرافق أخرى لا يزال غير مستغل لكونه غير مرمم. لا زالت بعض سقوف القصبة تحتفظ بخصائص الفن المعماري المغربي والنقش المغربي الأندلسي والذي كانت سقوفه تصنع من خشب الأرز القادمة من الأطلس المتوسط وشجر الدفلة وسعف وألياف النخيل والقصب، ولا زالت الألوان الأساسية المستعملة في تزيين السقوف حاضرة، حيث لا يزال الأصفر المستخرج من أصفر البيض والأحمر من الحناء والأخضر من النعناع حاضرا.